# Gérard Jacques
Gérard Jacques (* 1. April 1928 in Roeselare; † 17. März 2022 in Brügge) war ein belgischer Botschafter.

## Leben
Gérard Jacques war von 1951 bis 1960 Administrateur territorial von Nord-Katanga in Belgisch-Kongo. Später war er Vizekonsul in Sambia, Handelsattaché in Paris, Botschaftsrat in Washington, danach Generalkonsul in Lille. Von 1973 bis 1975 war er Botschafter in Tunis und 1985 in Kapstadt. Von 1989 bis 1993 war er Hofmarschall des belgischen Hofes unter Baudouin I. und 1994 hatte er die gleiche Funktion unter Albert II.

## Schriften
- Lualaba: histoires de l’Afrique profonde, 1995.